# Angelo Roccadirame

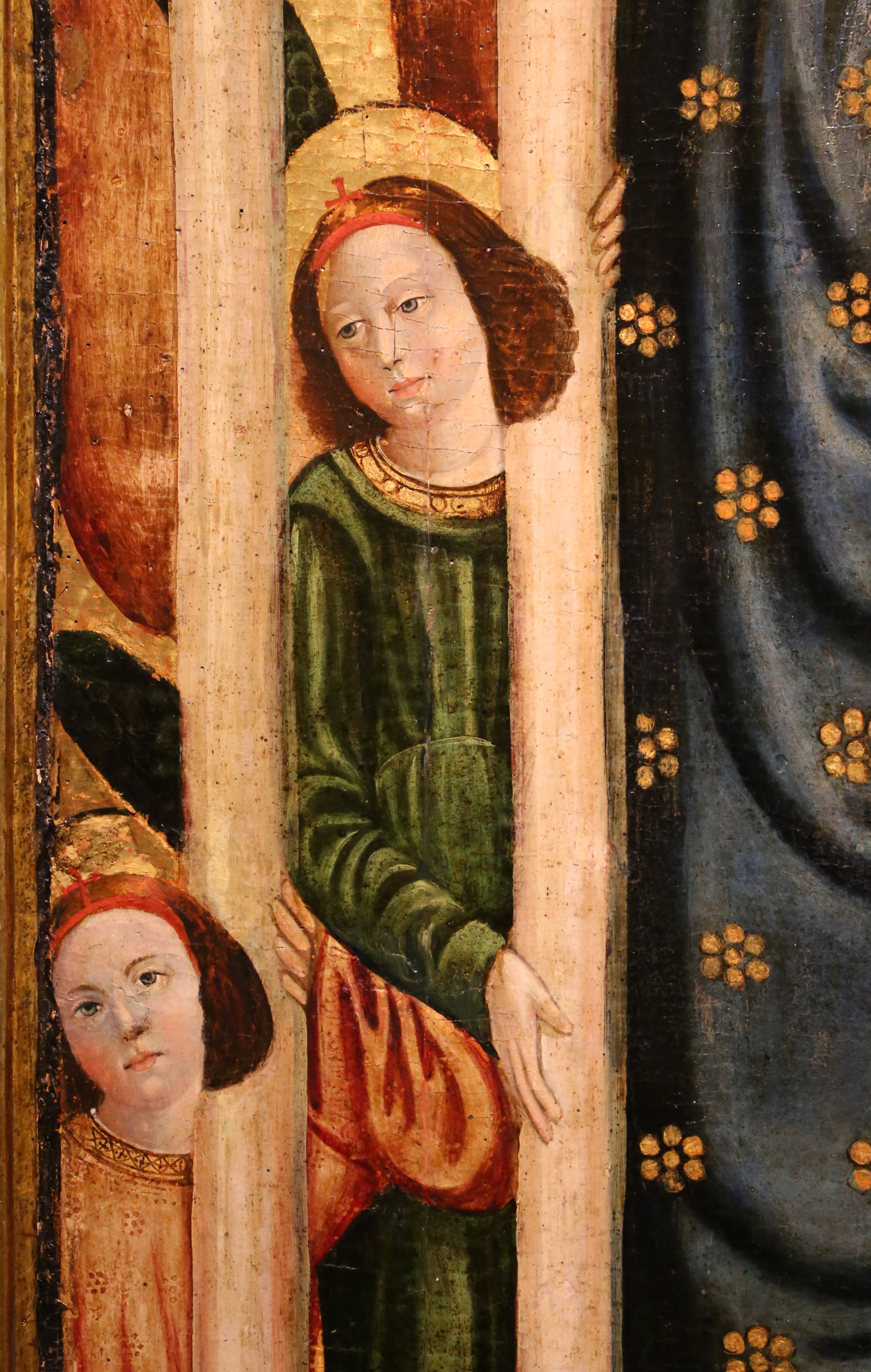
Détail de la Madone de Lorette d’Angiolillo Arcuccio, 1470, Lorette.

Angelo Roccadirame ou Angiolillo Arcuccio  (Naples, 1396 - v. 1458) est  un peintre italien de l'école napolitaine actif au XVe siècle.

## Biographie
Angelo Roccadirame fut un élève d'Antonio Solario (Zingaro).
Angiolillo Arcuccio est l'auteur de plusieurs retables datant des années 1450 à 1480. Cependant aucun document édité ne peut être lié aux œuvres connues. Le premier témoignage remonte à 1464, et entre 1467 et 1472, il est actif à Castelnuovo comme artiste de cour.
Le dernier document qui le mentionne est daté de 1492.
Le "Martyre de Saint Sébastien" du Dôme d’Aversa (avec le pendant représentant la "Vierge en trône avec des anges") est l’unique œuvre signée parvenue jusqu’à nous ; la date qui se lit aux pieds du Saint résulte d'une correction erronée.
Sa formation eut lieu auprès de Colantonio, en pleine époque alphonsine, lorsque la capitale était bercée du style de Jacomart Baço, et de ceux bourguignon et flamand qui se respiraient déjà à la cour.
Initié au savoir de la perspective par les oeuvres d'Antonello da Messina, qu'il a très probablement connu dans les années de sa formation à Messine auprès de Colantonio, Arcuccio Angiolillo sut se renouveler en contact avec les œuvres de Francesco Pagano et du Maestro del Polittico di San Severino, complétant son langage par des suggestions proches de Riccardo Quartararo.
Les manuscrits enluminés présentent une valeur et un intérêt particuliers. Il faut noter dans sa production une interprétation personnelle du "San Girolamo à l'étude" de Colantonio.

Les Œuvres suggestives sont le Polyptyque de San Domenico Maggiore, la précieuse "Annonciation" de Sant’Agata de' Goti, la plus tardive "Annonciation" de Giugliano, le Polyptyque de Santa Maria La Nova et les tables avec la "Nativité" et la "Résurrection" au Musée de San Martino à Naples.

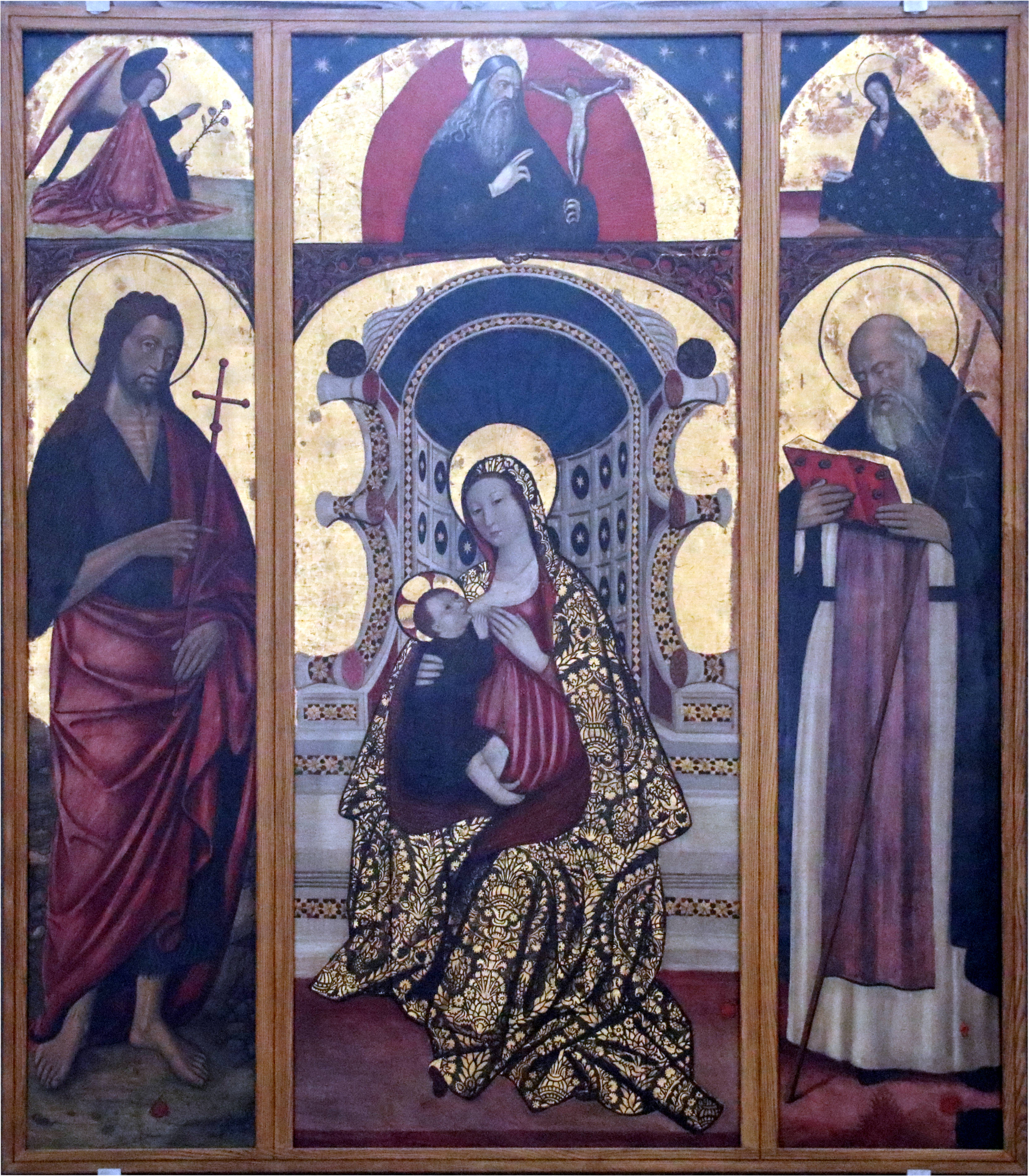
Madone à l’Enfant en Trône entre saint Jean-Baptiste et saint Antoine-abbé, XV°s.
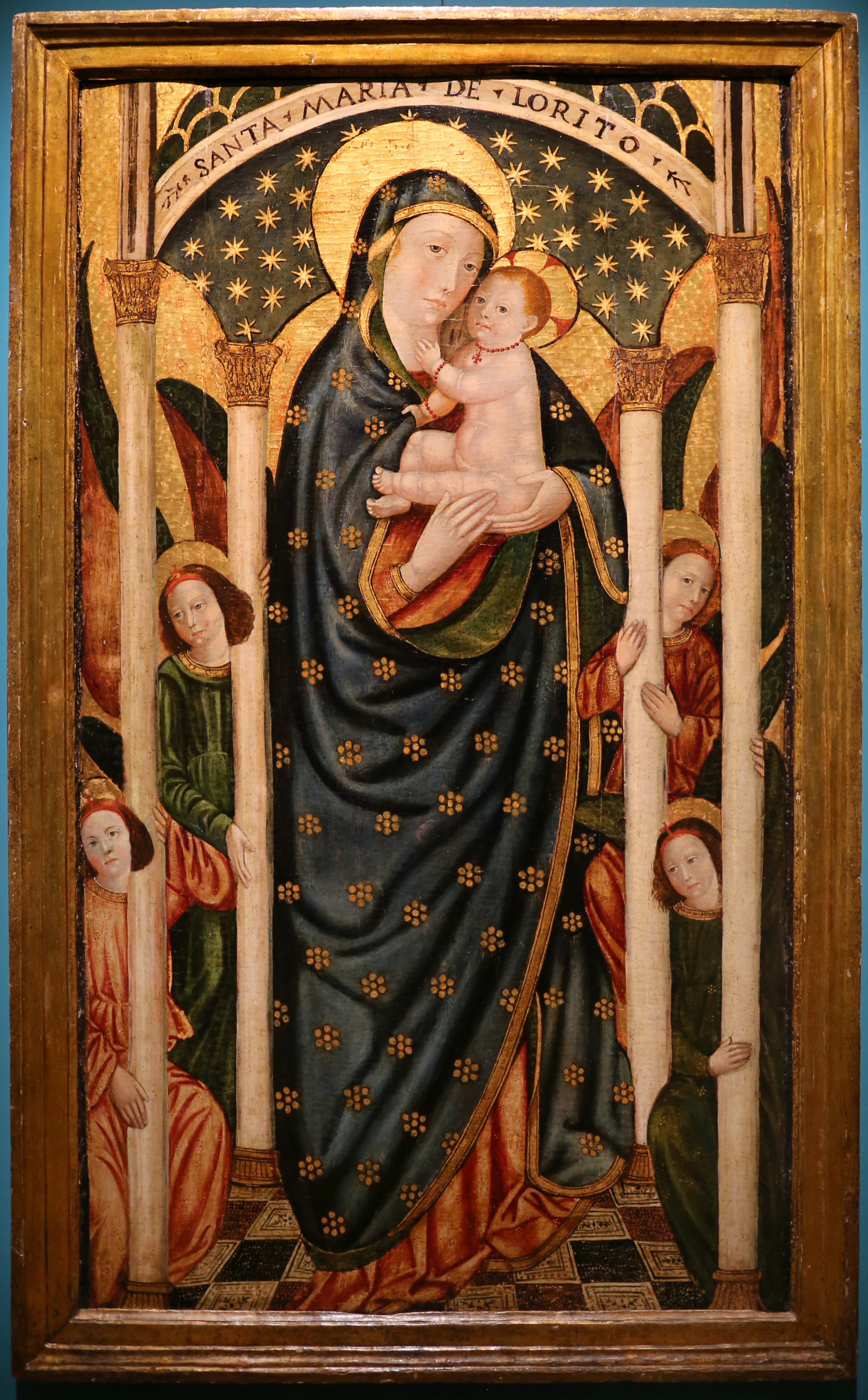
Madone de Lorette, 1470, Musée du Trésor de Lorette
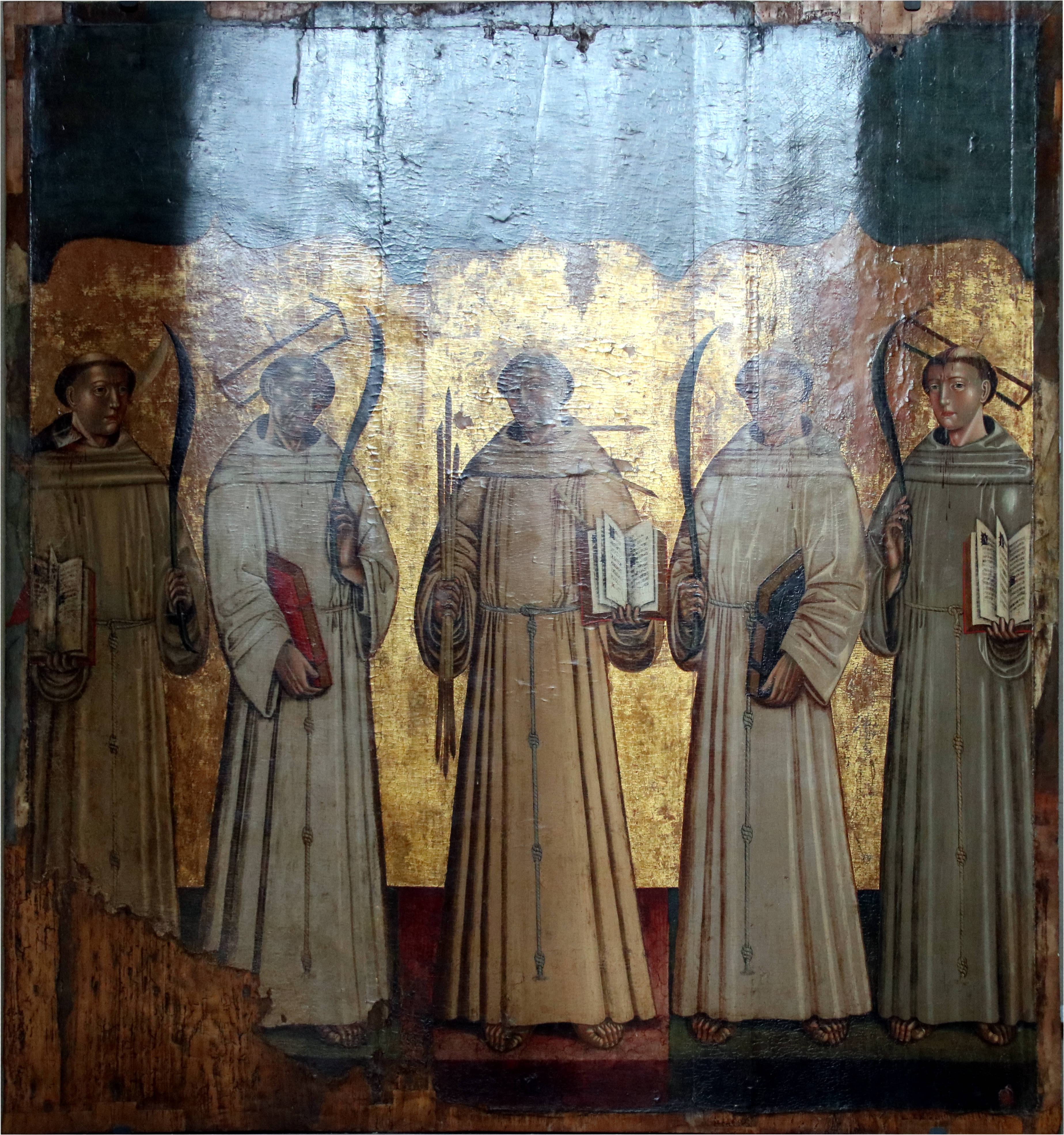
Fra Berardo entre Othon prêtre et les convertis Pierre, Accursio et Adiuto, XV°s.

## Œuvres
- Archange Raphaël, église Santi Severino e Sosio, Naples.
- Saint Michel terrassant le dragon (1456), église San Angelo a Segno, Naples[3].
- Vierge à l'Enfant avec saints, basilique San Lorenzo Maggiore, Naples.
- Madone de Loreto, Musée duTrésor à Lorette.
- Saint Jérôme, chapelle, église Santa Maria la Nuova, Naples.
- Retable, église Santa Brigida a porto, Naples[4].
- Objurgatio in calumniatorem Platonis  d'Andrea Contrario, pour Ferdinand Ier de Naples, en collaboration avec Cola Rapicano, 1471, Bibliothèque nationale de France, Lat.12947[5]

## Sources
- (en) Cet article est partiellement ou en totalité issu de l’article de Wikipédia en anglais intitulé « Angelo Roccadirame » (voir la liste des auteurs).